# Sonet 13 (William Szekspir)

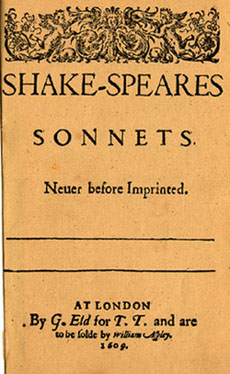
Strona tytułowa pierwszego wydania sonetów Shakespeare’a

Sonet 13 (O, gdybyś sobą został! Lecz, mój drogi) – jeden z cyklu sonetów autorstwa Williama Shakespeare’a.

## Treść
W sonecie tym występuje porównanie do zimy, podobne do tego, którego Szekspir użył w sonecie 6 i sonecie 5.
Trzeci wers utworu, Bądź gotów, zanim kres nadejdzie srogi, stanowi odwołanie do biblijnego Sądu Ostatecznego.